# 前原本線料金所

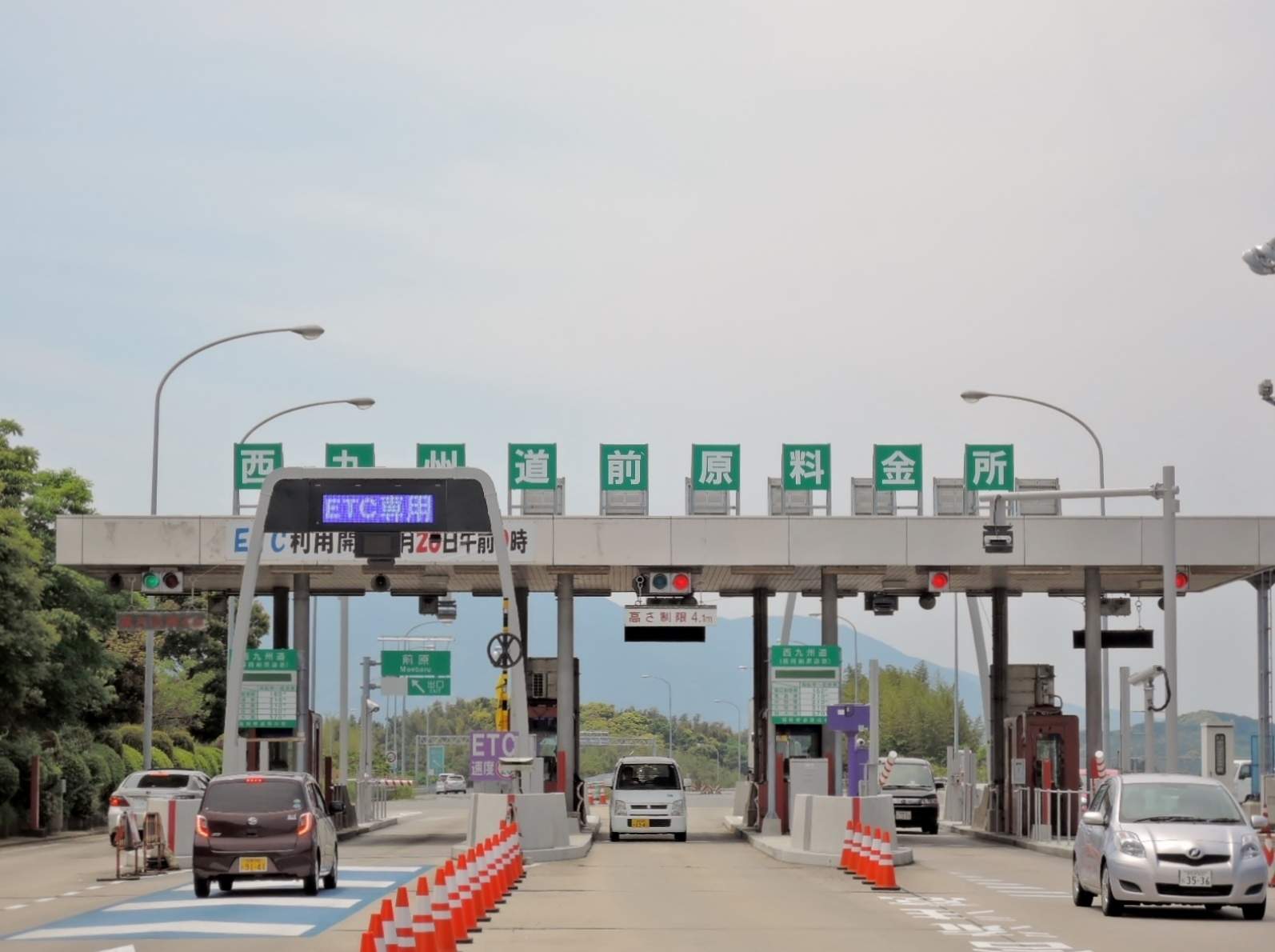
西九州自動車道路、前原料金所。都市高速側から佐賀方面に向かって撮影2014/08

前原本線料金所（まえばるほんせんりょうきんじょ）は福岡県糸島市にある、西九州自動車道（福岡前原有料道路）の本線料金所。すぐ唐津寄りに前原ICがある。

## 料金所施設
ブース数 : 5
福重JCT方面
- ブース数 : 3
  - ETC専用 : 1
  - 一般 : 2

前原方面
- ブース数 : 2
  - ETC専用 : 1
  - 一般 : 1

2014年3月20日よりETCレーンの運用を開始した。

## 料金制度
この料金所で周船寺-前原間の料金（普通車：210円）が徴収される。2014年3月19日までは、下り線では福岡西料金所で同区間の支払いも合わせて行うことが可能であり、その場合には本料金所では通行券を係員に提示するだけで通過できたが、ETC運用開始に合わせて福岡西料金所での一括徴収は廃止された。

## 隣
E35 西九州自動車道（福岡前原有料道路）
周船寺IC - 前原料金所 - 前原IC